# Idrottsföreningen Kamraterna Mariehamn 2016

## Stagione
Nella stagione 2016 l'IFK Mariehamn ha disputato la Veikkausliiga, massima serie del campionato finlandese di calcio, terminando il torneo al primo posto con 61 punti conquistati in 33 giornate, frutto di 17 vittorie, 10 pareggi e 6 sconfitte, e conquistando il titolo di campione di Finlandia per la prima volta nella sua storia. In Liigacup è stato eliminato al termine della fase a gironi, avendo concluso al quinto posto il suo girone. In Suomen Cup è sceso in campo a partire dal quinto turno, ma venendo eliminato al sesto turno dal Lahti. Ha partecipato alla UEFA Europa League 2016-2017 in qualità di vincitore della Suomen Cup 2015, accedendo al primo turno di qualificazione e venendo subito eliminato dai norvegesi dell'Odd.

## Organico

### Rosa
| N. |                        | Ruolo | Calciatore               |
| -- | ---------------------- | ----- | ------------------------ |
| 1  | Finlandia (bandiera)   | P     | Walter Viitala           |
| 2  | Finlandia (bandiera)   | D     | Albin Granlund           |
| 3  | Finlandia (bandiera)   | D     | Kristian Kojola          |
| 4  | Svezia (bandiera)      | D     | Philip Sparrdal Mantilla |
| 5  | Giamaica (bandiera)    | A     | Dever Orgill             |
| 7  | Finlandia (bandiera)   | D     | Tommy Wirtanen           |
| 8  | Finlandia (bandiera)   | D     | Jani Lyyski              |
| 9  | Stati Uniti (bandiera) | A     | Brian Span               |
| 11 | Svezia (bandiera)      | C     | Josef Ibrahim            |
| 14 | Svezia (bandiera)      | C     | Gabriel Petrović         |

| N. |                      | Ruolo | Calciatore             |
| -- | -------------------- | ----- | ---------------------- |
| 15 | Kenya (bandiera)     | C     | Amos Ekhalie           |
| 17 | Finlandia (bandiera) | C     | Robin Sid              |
| 18 | Finlandia (bandiera) | C     | Thomas Mäkinen         |
| 20 | Kenya (bandiera)     | C     | Anthony Dafaa          |
| 24 | Finlandia (bandiera) | P     | Johan Sundman          |
| 25 | Brasile (bandiera)   | C     | Diego Assis            |
| 26 | Finlandia (bandiera) | C     | Joel Mattsson          |
| 30 | Finlandia (bandiera) | P     | Marc Nordqvist         |
| 33 | Finlandia (bandiera) | A     | Aleksei Kangaskolkka   |
| 55 | Svezia (bandiera)    | D     | Bobbie Friberg da Cruz |

## Risultati

### UEFA Europa League

#### Primo turno
| Arbitro: | Mohammed Al-Akim |

|                         |           |  |
| Grøgaard 63’ Occéan 86’ | Marcatori |  |

| Arbitro: | Peter Kjærsgaard-Andersen |

|                      |           |              |
| Sparrdal Mantilla 4’ | Marcatori | 78’ Akabueze |

## Statistiche

### Statistiche di squadra
| Competizione       | Punti | In casa | In casa | In casa | In casa | In casa | In casa | In trasferta | In trasferta | In trasferta | In trasferta | In trasferta | In trasferta | Totale | Totale | Totale | Totale | Totale | Totale | DR  |
| Competizione       | Punti | G       | V       | N       | P       | Gf      | Gs      | G            | V            | N            | P            | Gf           | Gs           | G      | V      | N      | P      | Gf     | Gs     | DR  |
| ------------------ | ----- | ------- | ------- | ------- | ------- | ------- | ------- | ------------ | ------------ | ------------ | ------------ | ------------ | ------------ | ------ | ------ | ------ | ------ | ------ | ------ | --- |
| Veikkausliiga      | 61    | 17      | 9       | 6       | 2       | 23      | 15      | 16           | 8            | 4            | 4            | 17           | 10           | 33     | 17     | 10     | 6      | 40     | 25     | +15 |
| Liigacup           | -     | 2       | 1       | 0       | 1       | 3       | 1       | 3            | 0            | 1            | 2            | 2            | 4            | 5      | 1      | 2      | 3      | 5      | 5      | 0   |
| Suomen Cup         | -     | 1       | 0       | 0       | 1       | 1       | 2       | 1            | 1            | 0            | 0            | 3            | 1            | 2      | 1      | 0      | 1      | 4      | 3      | +1  |
| UEFA Europa League | -     | 1       | 0       | 1       | 0       | 1       | 1       | 1            | 0            | 0            | 1            | 0            | 2            | 2      | 0      | 1      | 1      | 1      | 3      | -2  |
| Totale             | -     | 21      | 10      | 7       | 4       | 28      | 19      | 21           | 9            | 5            | 7            | 22           | 17           | 42     | 19     | 13     | 11     | 50     | 36     | +14 |